# I Owe You Nothing
Az I Owe You Nothing című dal a brit Bros együttes 1987. augusztus 31-én megjelent debütáló kislemeze. A dalt Nicky Graham és Tom Watkins írta. A dal az Egyesült Királyságban 1. helyezést ért el, amit 1988 júniusában ért el. 
Bár a csapat sosem volt befutó az Egyesült Államokban, mégis sikerült a Billboard lista 10. helyezését elérnie. A dal eredeti változata a trió Push című debütáló lemezén szerepel.

## Megjelenések
7"  Egyesült Királyság  CBS  ATOM 1
- A I Owe You Nothing 3:34
- B I Owe You Nothing (The Voice) 3:15

## Slágerlista
| Slágerlista (1987)                               | Legjobb helyezés |
| ------------------------------------------------ | ---------------- |
| Egyesült Királyság (Official Chart Company)      | 80               |
| Slágerlista (1988)                               | Legjobb helyezés |
| Ausztrália (ARIA)                                | 6                |
| Belgium (Ultratop Flanders)                      | 4                |
| Belgium (Ultratop Wallonia)                      | 2                |
| Finnország (Suomen virallinen lista)             | 11               |
| Franciaország (SNEP)                             | 7                |
| Németország (Media Control AG)                   | 13               |
| Izland (Íslenski Listinn Topp 10)                | 2                |
| Írország (IRMA)                                  | 2                |
| Izrael (Media Forest)                            | 3                |
| Olaszország (FIMI)                               | 25               |
| Hollandia (Single Top 100)                       | 5                |
| Új-Zéland (Recorded Music NZ)                    | 5                |
| Spanyolország (PROMUSICAE)                       | 19               |
| Svájc (Schweizer Hitparade)                      | 9                |
| Egyesült Királyság (Official Chart Company)      | 1                |
| Egyesült Államok Hot Dance Club Play (Billboard) | 10               |
| Zimbabwe (ZIMA)                                  | 12               |